# برونو رانغيل
برونو رانغيل مواليد 12 ديسمبر 1981 في ريو دي جانيرو - الوفاة 28 نوفمبر 2016 في إدارة أنتيوكيا، كولومبيا، كان لاعب كرة قدم برازيلي كان يلعب كمهاجم لنادي شابيكوينسي. بدأ مسيرته الرياضية عام 2006.

## المسيرة الاحترافية

### أندية لعب لها
- غويتاكاس
- نادي غواراني
- نادي جوينفيل

## روابط خارجية
- برونو رانغيل على موقع قاعدة بيانات كرة القدم.إي يو (الإنجليزية)
- برونو رانغيل على موقع Soccerway.com (الإنجليزية)
- برونو رانغيل على موقع عالم كرة القدم.نت (الإنجليزية)